# Robert Allen
Robert William Otto Allen, född 18 september 1852 i Köpenhamn, död 9 december 1888 i Århus, var en dansk musiker.
Allen var elev vid Det Kongelige Danske Musikkonservatorium, där han särskilt studerade pianospel med Edmund Neupert som lärare. År 1878 blev han musiklärare i Århus och utnämndes 1885 till domorganist där. Han var mycket verksam för musiklivet i Århus och komponerade några sånger och pianostycken samt skrev ett par ouvertyrer, varav en till Adam Oehlenschlägers Dina, som uppfördes offentligt.